# Universiteit in België

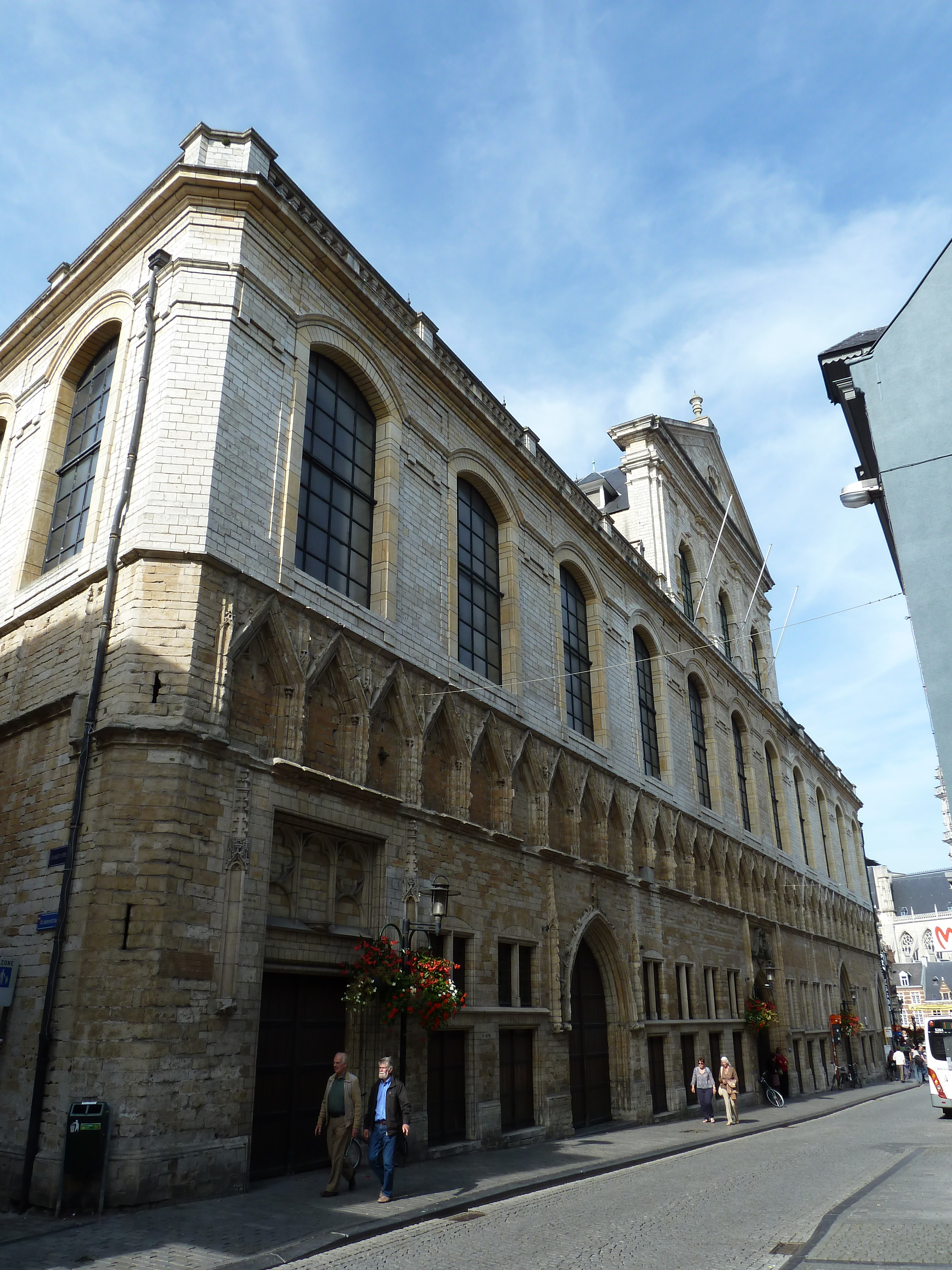
De Katholieke Universiteit Leuven werd opgericht in 1425 en is de oudste universiteit van de Lage Landen

Een universiteit in België is een instelling voor hoger onderwijs en wetenschappelijk onderzoek en die academische opleidingen verzorgt en academische graden verleent. Vlaamse Universiteiten bieden tegenwoordig onder meer bachelor- en master-opleidingen, en geven onderdak aan onderzoeksscholen en onderzoekinstituten.

## Geschiedenis
Voordat er in de Lage Landen universiteiten waren, ging men voor een studie naar de universiteiten van Parijs (de Sorbonne), Keulen, Oxford of naar een van de vele in Italië.
De oudste universiteit van de Lage Landen is de Universiteit Leuven (1425-1797), waarvan de voertaal het Latijn was. In de nabijheid werden later de universiteiten van Dowaai (1562), Pont-à-Mousson (1572) en Leiden (1578) opgericht. 
In het België van de 19e eeuw bestond het universitair onderwijs uit vier Franstalige universiteiten: de Katholieke Universiteit Leuven, de Vrije Universiteit Brussel en de rijksuniversiteiten in Gent en Luik. De Leuvense universiteit bood bovendien in Namen een aantal kandidaatsjaren aan: de Facultés Universitaires Notre-Dame de la Paix.
Het duurde tot de 20e eeuw vooraleer het Nederlands een plaats verwierf aan de Belgische universiteiten. In 1911 startte een eerste experiment met 'Vlaamse colleges' in Leuven. Tijdens de Eerste Wereldoorlog werd een poging ondernomen om de Gentse universiteit te vernederlandsen. In 1930 werd de Rijksuniversiteit Gent, waar toen nog een omvangrijke Franstalige bovenklasse woonde, volledig vernederlandst. In 1936 werden de meeste Leuvense cursussen ook in het Nederlands gegeven, al bleef het Frans dominant. Door de acties rond Leuven Vlaams werd tot de splitsing van de universiteit beslist, waarbij alle Franstalige activiteiten verhuisden naar Louvain-la-Neuve. De volledige overheveling naar de Université catholique de Louvain nam tien jaar in beslag (1968-1978). De vernederlandsing resulteerde voorts in de splitsing van de Vrije Universiteit Brussel in 1970.
De democratisering van het onderwijs zorgde voor de oprichting van een filiaal van Leuven in Kortrijk (1961), drie nieuwe universiteiten in Antwerpen (1965 en 1971) en Diepenbeek bij Hasselt (1973) en
de opwaardering van onderwijsinstellingen tot universiteit in Brussel (1929) en Antwerpen (1965).
Het begin van de 21e eeuw werd gekenmerkt door intensieve samenwerking tussen de universiteit. Zo versmolten de drie Antwerpse universiteiten tot de Universiteit Antwerpen in (2003) en werken de Universiteit Hasselt en de Universiteit Maastricht samen in de Transnationale Universiteit Limburg (tUL).
Daarnaast wordt er ook intensiever samengewerkt tussen universiteiten en hogescholen, associaties van onderwijsinstellingen uit dezelfde provincie of met dezelfde katholieke achtergrond.

## Soorten universiteiten
Universiteiten worden vaak ingedeeld als een algemene of gespecialiseerde universiteit. De algemene universiteiten doen onderzoek en bieden onderwijs dat grote delen van het volledige wetenschappelijke spectrum beslaat. De gespecialiseerde universiteiten beperken zich tot specifieke deelterreinen van onderwijs en onderzoek.
Universiteiten die door de staat worden ingericht heten in Vlaanderen gemeenschapsuniversiteiten. Andere universiteiten zijn dan vrije universiteiten. Hierbij kan de naamgeving verwarrend zijn: zo is de Vrije Universiteit Brussel een vrijzinnige en seculiere universiteit, terwijl de Vrije Universiteit in Amsterdam een christelijke, protestantse universiteit is. De Universiteit Antwerpen is een pluralistische universiteit, opgericht bij decreet door het Vlaams Parlement en ontstaan uit een fusie van voorheen gemeenschaps-, katholieke en pluralistische universitaire instellingen.

## Bevoegdheid
Door de derde staatshervorming zijn de gemeenschappen in 1989 bevoegd geworden voor onderwijs. Vlaamse en Franstalige universiteiten zijn daardoor onderworpen aan andere regelgeving.